# División Central de la Liga Nacional
La División Central de la Liga Nacional (National League Central Division) es una de las seis divisiones de Major League Baseball. Fue creada en 1994, juntando dos equipos de la División Oeste (Cincinnati y Houston) y tres de la División Este (Chicago, Pittsburgh y St. Louis), divisiones de la Liga Nacional. En 1998 se convirtió en la división más grande de las «Ligas Mayores» con la adición de un sexto miembro (Milwaukee).

## Miembros actuales
- Chicago Cubs - Miembro fundador; antes en la NL Este.
- Cincinnati Reds - Miembro fundador; antes en la NL Oeste.
- Milwaukee Brewers - Se unió 1998; antes en la AL Central.
- Pittsburgh Pirates - Miembro fundador; antes en la NL Este.
- St. Louis Cardinals - Miembro fundador; antes en la NL Este.

## Alineación de la división
| Periodo de tiempo | Alineación                                                                                                | Cambios |
| ----------------- | --- | --- |
| 1994-1997         | Chicago Cubs, Cincinnati Reds, Houston Astros, Pittsburgh Pirates, St. Louis Cardinals                    | Creación de la división debido al reacomodo de 1994 (Chicago, Pittsburgh y St. Louis de la NL Este, Cincinnati y Houston de la NL Oeste         |
| 1998-2012         | Chicago Cubs, Cincinnati Reds, Houston Astros, Milwaukee Brewers, Pittsburgh Pirates, St. Louis Cardinals | Milwaukee cambia de liga debido a la expansión de 1998, llegando de la AL Central                                                               |
| 2013-presente     | Chicago Cubs, Cincinnati Reds, Milwaukee Brewers, Pittsburgh Pirates, St. Louis Cardinals                 | Houston Astros cambia de liga debido para equilibrar el número de equipos de ambas Ligas (15), y de las 6 Divisiones (5), yéndose a la AL Oeste |

## Campeones divisionales
| Temp. | Equipo                                     | Récord                                     | %                                          | Resultado en los playoffs                  |
| ----- | ------------------------------------------ | ------------------------------------------ | ------------------------------------------ | ------------------------------------------ |
| 1994  | Suspendida debido a la huelga de jugadores | Suspendida debido a la huelga de jugadores | Suspendida debido a la huelga de jugadores | Suspendida debido a la huelga de jugadores |
| 1995  | Cincinnati Reds                            | 85–59                                      | .590                                       | Perdió el Campeonato de la NL              |
| 1996  | St. Louis Cardinals                        | 88–74                                      | .543                                       | Perdió el Campeonato de la NL              |
| 1997  | Houston Astros                             | 84–78                                      | .519                                       | Perdió la Serie Divisional                 |
| 1998  | Houston Astros                             | 102–60                                     | .630                                       | Perdió la Serie Divisional                 |
| 1999  | Houston Astros                             | 97–65                                      | .599                                       | Perdió la Serie Divisional                 |
| 2000  | St. Louis Cardinals                        | 95–67                                      | .586                                       | Perdió el Campeonato de la NL              |
| 2001  | Houston Astros                             | 93–69                                      | .574                                       | Perdió la Serie Divisional                 |
| 2002  | St. Louis Cardinals                        | 97–65                                      | .599                                       | Perdió el Campeonato de la NL              |
| 2003  | Chicago Cubs                               | 88–74                                      | .543                                       | Perdió el Campeonato de la NL              |
| 2004  | St. Louis Cardinals                        | 105–57                                     | .648                                       | Perdió la Serie Mundial                    |
| 2005  | St. Louis Cardinals                        | 100–62                                     | .617                                       | Perdió el Campeonato de la NL              |
| 2006  | St. Louis Cardinals                        | 83–78                                      | .516                                       | Ganó la Serie Mundial                      |
| 2007  | Chicago Cubs                               | 85–77                                      | .525                                       | Perdió la Serie Divisional                 |
| 2008  | Chicago Cubs                               | 97–64                                      | .602                                       | Perdió la Serie Divisional                 |
| 2009  | St. Louis Cardinals                        | 91–71                                      | .562                                       | Perdió la Serie Divisional                 |
| 2010  | Cincinnati Reds                            | 91–71                                      | .562                                       | Perdió la Serie Divisional                 |

| Temp. | Equipo              | Récord     | %          | Resultado en los playoffs     |
| ----- | ------------------- | ---------- | ---------- | ----------------------------- |
| 2011  | Milwaukee Brewers   | 96–66      | .593       | Perdió el Campeonato de la NL |
| 2012  | Cincinnati Reds     | 97–65      | .599       | Perdió la Serie Divisional    |
| 2013  | St. Louis Cardinals | 97–65      | .599       | Perdió la Serie Mundial       |
| 2014  | St. Louis Cardinals | 90–72      | .556       | Perdió el Campeonato de la NL |
| 2015  | St. Louis Cardinals | 100–62     | .617       | Perdió la Serie Divisional    |
| 2016  | Chicago Cubs        | 103–58     | .640       | Ganó la Serie Mundial         |
| 2017  | Chicago Cubs        | 92–70      | .568       | Perdió el Campeonato de la NL |
| 2018  | Milwaukee Brewers   | 96–67      | .593       | Perdió el Campeonato de la NL |
| 2019  | St. Louis Cardinals | 91–71      | .562       | Perdió el Campeonato de la NL |
| 2020  | Chicago Cubs        | 34-26      | .567       | Perdió la Ronda Comodín       |
| 2021  | Milwaukee Brewers   | 95-67      | .586       | Perdió la Serie Divisional    |
| 2022  | St. Louis Cardinals | 90-72      | .556       | Perdió la Ronda Comodín       |
| 2023  | Milwaukee Brewers   | 92-70      | .568       | Perdió la Ronda Comodín       |
| 2024  | Milwaukee Brewers   | 93-69      | .574       | Perdió la Ronda Comodín       |
| 2025  | En disputa          | En disputa | En disputa | En disputa                    |

## Clasificados a los playoffs vía Comodín
- Desde la temporada 1994 hasta la 2011 se incorporó la ronda divisional que clasificó a un equipo a la Ronda divisional, desde 2012 se creó la ronda comodín que clasifica a tres equipos a la mencionada ronda.

| Temp. | Equipo                             | Récord      | %         | Resultado en los playoffs                                      |
| ----- | ---------------------------------- | ----------- | --------- | -------------------------------------------------------------- |
| 1998  | Chicago Cubs                       | 90–73       | .552      | Perdió la Serie divisional                                     |
| 2001  | St. Louis Cardinals                | 93–69       | .574      | Perdió la Serie divisional                                     |
| 2004  | Houston Astros                     | 92–70       | .568      | Perdió la Serie de Campeonato de la NL                         |
| 2005  | Houston Astros                     | 89–73       | .549      | Perdió la Serie Mundial                                        |
| 2008  | Milwaukee Brewers                  | 90–72       | .556      | Perdió la Serie divisional                                     |
| 2011  | St. Louis Cardinals                | 90–72       | .556      | Ganó la Serie Mundial                                          |
| 2012  | St. Louis Cardinals                | 88–74       | .543      | Perdió la Serie de Campeonato de la NL                         |
| 2013  | Pittsburgh Pirates Cincinnati Reds | 94–68 90–72 | .580 .556 | Perdió la Serie divisional Perdió la Ronda comodín             |
| 2014  | Pittsburgh Pirates                 | 88–74       | .543      | Perdió la Ronda comodín                                        |
| 2015  | Pittsburgh Pirates Chicago Cubs    | 98–64 97–65 | .605 .599 | Perdió la Ronda Comodín Perdió la Serie de Campeonato de la NL |

| Temp. | Equipo                                                | Récord            | %         | Resultado en los playoffs |
| ----- | ----------------------------------------------------- | ----------------- | --------- | ------------------------- |
| 2018  | Chicago Cubs                                          | 95–68             | .583      | Perdió la Ronda comodín   |
| 2019  | Milwaukee Brewers                                     | 89–73             | .549      | Perdió la Ronda comodín   |
| 2020  | St. Louis Cardinals Cincinnati Reds Milwaukee Brewers | 30–28 31–29 29–31 | .517 .483 | Perdió la Ronda comodín   |
| 2021  | St. Louis Cardinals                                   | 90–72             | .556      | Perdió la Ronda comodín   |

## Títulos divisionales por equipo
| Equipo              | Títulos | Wildcard | Años                                                                   |
| ------------------- | ------- | -------- | ---------------------------------------------------------------------- |
| St. Louis Cardinals | 12      | 5        | 1996, 2000, 2002, 2004, 2005, 2006, 2009, 2013, 2014, 2015, 2019, 2022 |
| Chicago Cubs        | 6       | 3        | 2003, 2007, 2008, 2016, 2017, 2020                                     |
| Milwaukee Brewers   | 5       | 3        | 2011, 2018, 2021, 2023, 2024                                           |
| Cincinnati Reds     | 3       | 2        | 1995, 2010, 2012                                                       |
| Pittsburgh Pirates  | 0       | 3        | ---                                                                    |
| Houston Astros*     | 4       | 2        | 1997, 1998, 1999, 2001                                                 |

* Dejó la división y la Liga Nacional en 2013